# 10118 Jiwu
10118 Jiwu este o planetă minoră (asteroid) din centura de asteroizi. A fost descoperită pe 19 octombrie 1992 la Kushiro de Seiji Ueda⁠(d). 
Obiectul prezintă o orbită caracterizată de o semiaxă mare de 2,8053374 UAi, o excentricitate de 0,16, o înclinație de 8,05348 ° în raport cu ecliptica.